# Droga wojewódzka nr 604
Droga wojewódzka nr 604 (DW604) – droga wojewódzka w województwie warmińsko-mazurskim łącząca DW545 w Nidzicy z DK57 w Wielbarku.

## Miejscowości leżące przy trasie DW604
- Nidzica (DW545)
- Grzegórzki
- Módłki
- Więckowo
- Muszaki
- Jagarzewo
- Puchałowo
- Ruskowo
- Przeździęk Wielki
- Wielbark (DK57)